# Charlie Crist
Charles Joseph (Charlie) Crist jr. (Altoona (Pennsylvania), 24 juli 1956) is een Amerikaans politicus, die sinds 2012 deel uitmaakt van de Democratische Partij. Daarvoor was hij (tot 2010) lid van de Republikeinse Partij. Van 2007 tot 2011 was Crist gouverneur van de Amerikaanse staat Florida. Ook diende hij (van 2003 tot 2007) als procureur-generaal van die staat. Sinds januari 2017 is hij lid van het Huis van Afgevaardigden.

## Levensloop
Crist werd geboren in Altoona, Pennsylvania als zoon van dr. Charlie Crist Sr. en Nancy Lee. Zijn achternaam was officieel "Christodoulou". Crist verhuisde als kind naar Saint Petersburg in Florida. Hij is het tweede oudste kind; hij heeft drie zussen, Margaret Crist Wood, Dr. Elizabeth Crist Hyden, Catherine Crist Kennedy. Hij zat op de Wake Forest University voor twee jaar, waar hij speelde voor de Wake Forest Demon Deacons football team. Crist haalde zijn bachelor op de Florida State University waar hij werd verkozen tot vicepresident van de studentenvereniging en was lid van de studentenvereniging Pi Kappa Alpha. Hij studeerde rechten aan de Cumberland School of Law in Alabama.
Na zijn afstuderen in 1981 werd hij advocaat. Hij werkte voor een honkbalteam dat speelde in de Minor League.

### Staatssenaat en procureur-generaal
In 1986 stelde Crist zich als Republikein verkiesbaar voor de Staatssenaat van Florida, maar verloor deze verkiezingen. Daarna werkte hij in de advocatenpraktijk van zijn broer. In 1988 hielp hij met de verkiezingen van Connie Mack III in de Amerikaanse Senaat, die hij sindsdien verschillende keren beschreef als zijn politieke mentor.
Bij een tweede poging in 1992 werd hij wel gekozen in de Staatssenaat van Florida. Crist kwam bekend te staan voor zijn harde lijn op het gebied van de bestrijding van criminaliteit. Hij droeg bij aan een wet dat gevangenen 85 procent van hun straf moeten hebben uitgediend. Crist riep ook toenmalig gouverneur Lawton Chiles op voor een verhoor voor het Senaatscomité met betrekking tot ethiek en verkiezingen. Chiles gaf toe dat zijn campagne verschillende oudere burgers had opgebeld met push polls.
Crist stelde zich in 2002 verkiesbaar als procureur-generaal van Florida. Hij werd gekozen en diende vier jaar onder het gouverneurschap van Jeb Bush. Crist werd fel bekritiseerd door pro-life groepen toen hij in 2006 een einde maakte aan officiële pogingen om Terri Schiavo in leven te houden. Als procureur-generaal kwam hij onder andere op tegen e-mailspam, het milieu en legde hij beperkingen op aan telefoonbedrijven.

### Gouverneurschap
In 2006 werd Crist verkozen tot gouverneur van Florida. In die rol was hij voorstander van de doodstraf en het recht op wapenbezit. Hij ondertekende wetgeving die het werkgevers verbood om hun werknemers te verbieden een wapen mee te nemen naar het werk, mits deze goed opgeborgen waren en de houder een wapenvergunning had. Hij kreeg kritiek omdat hij president Obama prees voor zijn fiscale beleid.
Zijn opvattingen over abortus waren niet helder. In 1998 was hij duidelijk pro-choice, en stond achter het vonnis in Roe v. Wade. Bij de campagne voor de Senaat in 2010 zette hij zich als Republikeinse kandidaat neer als pro-life, maar nadat hij had besloten deel te nemen als onafhankelijke kandidaat verdwenen alle pro-verklaringen van zijn website. In juni 2010 sprak hij ook zijn veto uit over een wet waardoor belastingbetalers niet langer zouden mee betalen aan abortus. Wat betreft LGBT-rechten was Crist in 2008 nog tegen de mogelijkheid voor mensen van dezelfde sekse om te trouwen en kinderen te adopteren. In 2010 herzag hij zijn standpunten en schreef dat toe aan "levenservaring en wijsheid" die men in de loop der jaren opdoet.
Met betrekking tot het milieu was hij vooruitstrevend. Crist was voorstander van maatregelen waarmee de uitstoot van broeikasgassen in 2050 80 procent minder zou zijn ten opzichte van 1990. Ook was hij tegen olieboringen in zee. Hij was ook de eerste Republikeinse gouverneur die inging op een uitnodiging van de National Association for the Advancement of Colored People (NAACP).
Crist stelde zich in 2010 niet herkiesbaar voor een tweede termijn als gouverneur. In plaats daarvan stelde hij zich kandidaat voor een zetel in de Amerikaanse Senaat. Hij had in de Republikeinse voorverkiezingen aanvankelijk een voorsprong op zijn belangrijkste opponent Marco Rubio, voorzitter van het Huis van Afgevaardigden van de staat Florida, maar hij verloor uiteindelijk toch. Daarna besloot hij de Republikeinse Partij te verlaten en alsnog als onafhankelijk kandidaat mee te doen, maar hij verloor uiteindelijk met een achterstand van meer dan 20 procent.

### Huis van Afgevaardigden
Crist maakte in januari 2011 bekend zijn oude werk als advocaat op te pakken. Ook ging hij les geven op Stetson University. Hij werd genoemd als mogelijke presidentskandidaat in 2012.
In 2014 besloot Crist een poging te wagen om het gouverneurschap van Florida te heroveren. Hij stelde zich namens de Democratische Partij kandidaat en wist de voorverkiezingen met gemak te winnen. Bij de algemene verkiezingen moest Crist het opnemen tegen zittend gouverneur Rick Scott. De peilingen gaven voor beiden geen duidelijke meerderheid aan, en het bleef tot op het laatste moment spannend wie een tweede termijn als gouverneur zou bemachtigen. Uiteindelijk werd Scott met een zeer kleine marge van 1% herkozen. In 2016 deed Crist een gooi naar een zetel in het Huis van Afgevaardigden en werd gekozen.

## Persoonlijk

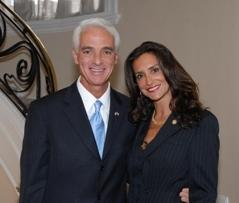
Crist en zijn vrouw

In juli 1979 trouwde Crist met Amanda Morrow, maar het stel ging na een jaar uit elkaar. In december 2008 trouwde hij opnieuw, ditmaal met Carole Rome.